# 三菱・クライスラーシリーズ
三菱・クライスラーシリーズは、三菱自動車工業が1972年（昭和47年）から1974年（昭和49年）まで販売していた最高級乗用車である。
クライスラーのオーストラリア部門で生産していたヴァリアントを輸入し、三菱ブランドで販売したものである。4ドアセダンのクライスラー318と、2ドアクーペのクライスラー・チャージャー770の2車種があった。

## 概要
1970年2月、三菱重工業社長（当時）の牧田與一郎は、通商産業省（当時）による自動車業界再編計画に対抗し、三菱ブランドによる自動車生産の存続を図るべく、電撃的にクライスラーとの合弁事業契約を締結するとともに、三菱自動車工業（以下、三菱）を分離・独立させた。これは、自動車部門の分社化と並行して外資導入を行い、意思決定の迅速化と自動車生産ノウハウの吸収を通じての企業体質強化を企図したものであった。
これに伴い、北米のクライスラーチャンネルでの三菱製自動車の販売を通じての海外事業強化を進め、加えて国内事業においてもクライスラーとの協業を通じ車種体系の強化を進めるという構想の下、本車種の導入が進められた。
1970年代前半、高度経済成長によって最高級乗用車・ハイオーナー車市場の拡大の動きがある中、三菱は最高級乗用車の拡充・最高級ハイオーナー車市場への参入を図った。しかし、当時の三菱は自社最高級乗用車のデボネアが新型6気筒SOHCエンジンを導入して間もない時期であり、開発費の回収が未達であったこともあり、新たなフルモデルチェンジは時期尚早であった。またトヨタや日産などのように最高級車を自社独自で開発するような企業体力の余裕はなかった。そこで三菱はクライスラーとの提携関係を活かし、子会社のクライスラー・オーストラリア製の乗用車を輸入し（オーストラリアは日本と同じ左側通行・右ハンドル）、日本の保安基準に適合するよう最小限の改造（当時日本で認可されていなかったドアミラーをフェンダーミラーに変更するなど）を名古屋自動車製作所で施した上で、自社系販売店で販売した。
両車種ともエンジンは、5,211cc(318ci)のクライスラー・LA型V型8気筒OHVエンジンが搭載された。これは、排気量6 - 7Lがスタンダードであった当時のフルサイズのアメリカ車からすれば比較的小さな排気量（当時の米国内のコンパクトカーに近い）であったが、豪州でも最上位クラスのグレードにしか用いられなかったエンジンだったほか、5mにも達する全長と1.9m近い全幅、さらに2.9mというホイールベースは、当時の日本の道路事情からすれば過大といえる寸法であった。当時は固定相場制で1ドルが360円だったこともあり、価格は318が396万円、チャージャー770が373万円と、デボネアの2倍以上にも及び、これにより深刻な販売不振にも陥っていた。
オイルショックによるガソリン高・景気後退と排気ガス規制強化の影響により、わずか3年ほどしか販売されず、世に出たのは318とチャージャー770との合計でも240台に留まった。本シリーズが担っていた最高級車クラスの後継としては、1976年にプリムス・ボラーレが導入されている。

## クライスラー318
4代目（VH系）クライスラー・ヴァリアントの最高級グレード、クライスラー・バイ・クライスラー（en:Chrysler by Chrysler、CJ系）がベースである。キャッチフレーズは「ビッグビジネスの国が鍛えあげたグランドサルーン」。
「318」の名称は搭載エンジンの排気量（5.2 L=318 cui）に由来する。

## クライスラー・チャージャー770
4代目（VH系）クライスラー・ヴァリアントの2ドア版、ヴァリアント・チャージャー（en:Chrysler Valiant Charger）がベースである。キャッチフレーズは「フリーウェイの国が育てあげたグランドクーペ」。
「チャージャー770」の名称は、豪州仕様ヴァリアント・チャージャーの同名のグレード「チャージャー770」に由来するものであるが、豪州仕様のV型8気筒の排気量は340 cui (5.6 L)で、318 cui (5.2 L)を搭載したモデルは日本向けのみであった。また、豪州仕様はヘッドライトが角目2灯（+フォグランプ）であったのに対し、日本向けは318と同じく丸目4灯であった。

## その後
本シリーズの輸入元であったクライスラー・オーストラリアは、1980年に三菱自動車工業に買収されてミツビシ・モーターズ・オーストラリア（MMAL）となった。同社で現地生産されたマグナワゴンが、日本でも1988年から1993年にかけて逆輸入の形で販売され、その後継であるディアマンテワゴンもMMALで生産された車両を輸入していた（セダンは日本国内生産）。